# Gynécologie

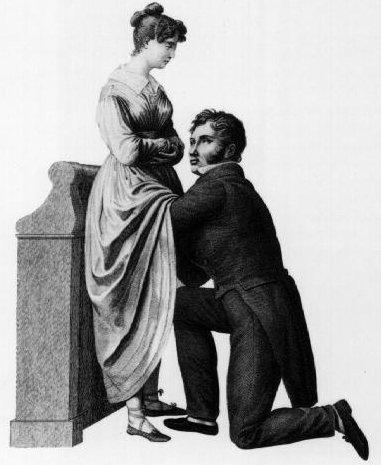
Le sentiment de honte associé à l'examen de la muliebria a longtemps handicapé la gynécologie. Ce dessin de Jacques-Pierre Maygrier datant de 1822 montre une procédure de « compromis », dans laquelle le médecin se met à genoux devant la femme, mais ne peut pas regarder ses organes génitaux.

La gynécologie (composé de gynéco- , du grec ancien γυνή / gunế « femme », et de -logie, de λόγος / lógos « discours », étymologiquement « science, étude de la femme ») est une spécialité médico-chirurgicale qui s'occupe de la physiologie et des maladies de l'appareil génital féminin. Le médecin spécialisé pratiquant la gynécologie s'appelle un gynécologue. Cette spécialité peut aussi être pratiquée par une sage-femme. La spécialité des aspects médicaux pour les hommes s'appelle quant à elle l'andrologie.

## L'appareil génital féminin
C'est l'ensemble des organes sexuels qui incluent les fonctions de l'insémination, de la fertilisation, de la gestation et de la parturition (accouchement naturel).
Voir articles : Vulve humaine, clitoris, grande lèvre, petite lèvre, vagin humain, utérus, tube utérin, ovaire, glande para-urétrale, glande vestibulaire majeure.

## Moyens d'exploration

### Examen
La gynécologie est une spécialité médicale. Dans la plupart des pays, les femmes doivent consulter un médecin généraliste. En France, les femmes peuvent s'adresser à une sage-femme pour tout le suivi et seront réorientées vers un gynécologue en cas de pathologie. Cependant, aux États-Unis, la loi et beaucoup de sociétés d'assurance-maladie permettent aux gynécologues d'examiner en médecine générale.
Les principaux instruments de diagnostic sont l'histoire clinique et l'examen. L'examen gynécologique se déroule en deux phases : le toucher vaginal  pour palper l'utérus et les ovaires. Ils peuvent être amenés à faire un toucher rectal. Le spéculum est un instrument consistant en deux lames à charnière en métal poli, qui est employé pour ouvrir le vagin et permettre l'examen visuel  du col de l'utérus. L'utilité d'un examen systématique, chez une femme bien portante et asymptomatique, en dehors de la question du dépistage d'un cancer, est cependant discutée.
L'examen systématique des seins et du pelvis, conditionnant souvent la prescription d'un contraceptif, est actuellement une pratique courante aux États-Unis, au Japon et dans certains pays d'Europe malgré sa remise en cause par l'OMS.

### Utérus
- Échographie : toujours possible, indolore et non irradiante, peut être par voie endovaginale (surtout pour l'étude du col de l'utérus) ou pelvienne, elle est particulièrement utile pendant la grossesse, pour surveiller la croissance, la morphologie, la présentation du bébé.
- IRM : moins disponible que l'échographie, l'IRM donne des images de grande qualité, surtout dans la recherche de fibromes et pour certains cancers.
- Hystérographie : examen peu irradiant, indolore (dans la plupart des cas...), présentant un risque infectieux, permettant d'étudier la cavité utérine (de moins en moins utilisé, indiqué surtout dans le cadre d'un bilan d'infertilité)
- Tomodensitométrie : irradiante, indolore et rapide, elle étudie les pathologies générales, ou en cas d'incertitude diagnostique.
- Hystéroscopie : examen effectué au cabinet ou sous anesthésie générale, permettant de voir la cavité utérine et de réaliser des biopsies dirigées, utile pour le diagnostic de cancer de l'endomètre.

### Vagin et du col de l'utérus
L'examen gynécologique du vagin et du col de l'utérus comprend deux étapes : 
- le toucher vaginal à la recherche d'une douleur, d'un polype, d'une lésion cervicale ;
- la pose du spéculum appréciant le col de l'utérus et le vagin, recherchant une leucorrhée, des saignements, des lésions, et permettant le frottis cervicovaginal.

## Pathologies gynécologiques

### Troubles desrègles
- Hypo ou hyper-ménorrhée : troubles de la durée (ET de fréquence, suivant les acceptions)
- Oligo ou polyménorrhée : troubles de la quantité
- Trouble de la fréquence :
  - Pollakiménorrhée, inférieure à 24 jours ;
  - Spanioménorrhée, supérieure à 35 jours ;
- Ménorragie : règles longues et abondantes (ET fréquentes, suivant les acceptions) ;
- Métrorragie : hémorragie en dehors des règles ;
- Métroménorragie : saignement perpétuel.
- Dysménorrhée : ce terme désigne la difficulté de l'écoulement des règles. Mais on désigne surtout par ce mot les règles douloureuses (le terme algoménorrhée serait plus exact).
- Aménorrhée : absence de règles pendant au moins 3 mois en dehors de la grossesse :
  - primaire : chez une femme de plus de 18 ans n'ayant jamais eu ses règles ;
  - secondaire : chez une femme ayant déjà eu ses règles.

#### Troubles de la ménopause
- troubles des règles (irrégulières, abondantes)
- prise de poids
- troubles circulatoires
- bouffée de chaleur
- troubles psychiatriques
- sècheresse des muqueuses
- pilosité
- atrophie glandulaire du sein
- ostéoporose
- risque coronarien et cardiaque

### Pathologies de l'utérus
- Fibrome :  tumeur bénigne du muscle utérin
- Polype : excroissance, formation bénigne associée à un risque d'apparition de cancer
- Malformations :
  - Aplasie : absence d'utérus
  - Utérus bicorne, utérus cloisonné

### Pathologies du col
- Cervicite : inflammation et infection parasitaire, microbienne ou virale se déclarant par des leucorrhées (écoulements non sanguins)
- Ectropion

### Pathologies des ovaires
- Kyste :
  - organique
  - fonctionnel

- Syndrome des ovaires polykystiques
  - Type I: primaire (Syndrome de Stein-Leventhal)
  - Type II: secondaire à une infection génitale le plus souvent (salpingite)

### Pathologies du vagin et de la vulve
- Malformations :
  - petites lèvres collées (coalescence)
  - vagin cloisonné
- Infections :
  - mycoses
  - traumatismes obstétriques

### Prolapsus
Le prolapsus est une défaillance des structures de soutien pelviennes et périnéales. Cette pathologie est favorisée par un accouchement long ou difficile, une atrophie musculaire, un amaigrissement, une hypoactivité, une malformation congénitale etc.
- il ne présente pas de signes cliniques spécifiques mais peut se traduire par une symptomatologie variée qui peut changer d'une patiente à une autre :
  - rares douleurs mais plutôt une pesanteur ou un inconfort local
  - dyspareunie occasionnelle
  - troubles urinaires variés (incontinence voire au contraire dysurie, pollakiurie, infections urinaires à répétition)
  - troubles digestifs (constipation terminale)
  - troubles liés à l'extériosation (tuméfaction ou "boule" à l'entrée du vagin, saignement induit par les ulcérations mécaniques créées par le frottement...)

### Endométriose
L'endométriose est une maladie chronique et évolutive dans laquelle on retrouve des cellules de l'endomètre en dehors de la cavité utérine, ayant les mêmes caractéristiques fonctionnelles et morphologiques. De nombreuses théories ont été proposées, mais aucune n'a encore été prouvée. Cette maladie se caractérise par d'importantes douleurs abdominales et pelviennes.

### Cancers gynécologiques
- Cancer de l'ovaire
- Cancer du col
- Cancer de l'endomètre
- Cancer du sein

### La gynécologie en France
En France, depuis 2003, il existe deux spécialités distinctes sur le domaine :
- La gynécologie médicale (GM), s'occupant de toutes les pathologies gynécologiques et mammaires, endocriniennes, cancéreuses, fonctionnelles… et également du suivi gynécologique classique.
- La gynécologie-obstétrique (GO), s'occupant de toutes les grossesses pathologiques, des accouchements pathologiques et de la prise en charge chirurgicale des pathologies gynécologiques (notamment cancéreuses), et également du suivi obstétrical classique.

Depuis 2003, le nombre d'internes des deux spécialités (DES) a évolué : de 20 à 30 par an pour la GM et de 150 à 200 par an pour la GO.
La gynécologie aborde tous les aspects de la vie des femmes, non seulement la pathologie médicale ou chirurgicale, mais également la physiologie « normale » telles la contraception, la ménopause, la sexualité.
En juillet 2009, la réforme dite « Hôpital, patients, santé et territoires » a donné la possibilité aux sages-femmes de réaliser des consultations de gynécologie préventive et de prescription de contraception. Cette profession médicale, spécialiste des femmes, peut désormais assurer le suivi gynécologique de prévention de toutes les femmes en bonne santé.

## Place des femmes dans la gynécologie
Les gynécologues françaises sont à l'origine de multiples découvertes ou innovations dans la discipline. Citons par exemple Hélène Michel-Wolfromm (1914 - 1969), qui est à l'origine de la gynécologie psychosomatique en France. Elle développe une approche pluridisciplinaire des problèmes gynécologiques, avec des psychologues et psychiatres. Elle est une figure pionnière de la sexologie. Marie-Andrée Lagroua Weill-Hallé (1916-1994), fonde le mouvement « La maternité heureuse » en 1956, qui devient plus tard le Mouvement français pour le planning familial. Anne Cabau (1936-2018), révèle les conséquences de l'exposition in utero de bébés au Diéthylstilbestrol (DES), etc.  
L'amélioration de l'accès à l'éducation et à la profession de gynécologue au cours des dernières décennies a vu les femmes gynécologues être plus nombreuses que les hommes dans un domaine médical autrefois dominé par les hommes gynécologues. En France, le taux de féminisation des gynécologues-obstétriciens est de 58% au 1er janvier 2022. Une étude américaine montre que la parité salariale n'est pas atteinte pour les femmes gynécologues bien qu'elles soient plus nombreuses à exercer cette profession.